# جاك دامبواز
جاك دامبواز (بالإنجليزية: Jacques d'Amboise)‏ هو مصمم رقص وممثل أمريكي، ولد في 28 يوليو 1934 بديدام في الولايات المتحدة.
من الجوائز التي نالها مركز كينيدي الثقافي سنة 1995 وزمالة ماك آرثر والميدالية الوطنية للفنون وجائزة  بول روبسون ‏ سنة 1988.

## أعمال

### أفلام
- (1954) سبع عرائس لسبعة إخوة

## جوائز
جوائز
- مركز كينيدي الثقافي (1995)
- زمالة ماك آرثر
- الميدالية الوطنية للفنون
- جائزة  بول روبسون [الإنجليزية]‏ (1988)

## وصلات خارجية
- جاك دامبواز على موقع IMDb (الإنجليزية)
- جاك دامبواز على موقع الموسوعة البريطانية (الإنجليزية)
- جاك دامبواز على موقع ميوزك برينز (الإنجليزية)
- جاك دامبواز على موقع أول موفي (الإنجليزية)
- جاك دامبواز على موقع قاعدة بيانات برودواي على الإنترنت (الإنجليزية)
- جاك دامبواز على موقع قاعدة بيانات الأفلام السويدية (السويدية)
- جاك دامبواز على موقع إن إن دي بي (الإنجليزية)
- جاك دامبواز على موقع قاعدة بيانات الفيلم (الإنجليزية)